# 케일라 데이

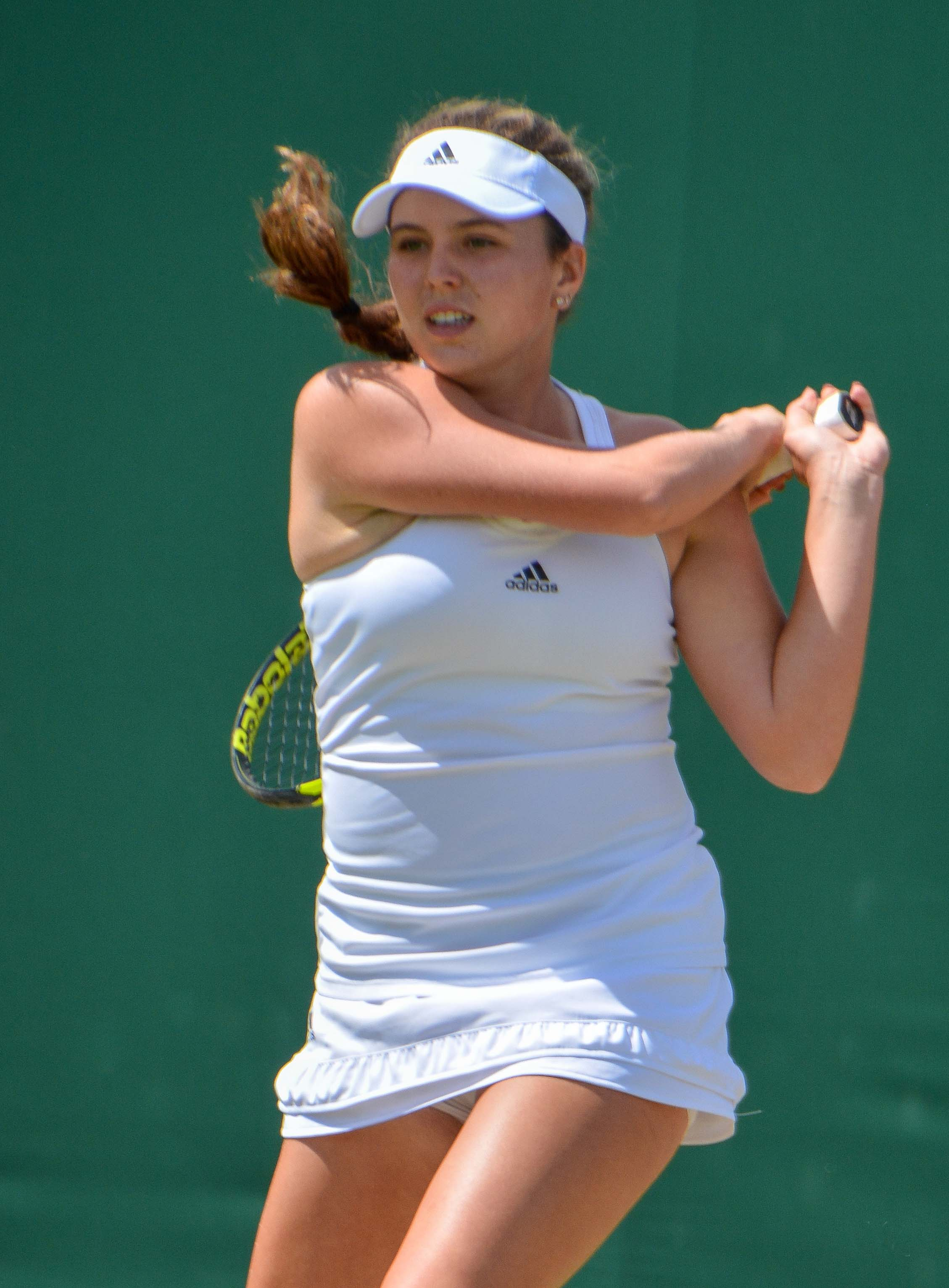
2016년 윔블던 선수권 대회에서의 데이 선수

케일라 데이(영어: Kayla Day, 1999년 9월 28일 ~ )는 미국의 프로 테니스 선수이다. 캘리포니아주 샌타바버라 출신. 2016년 US 오픈 주니어 여자 단식 부문에서 슬로바키아의 빅토리아 쿠주모바를 꺾고 우승했다. 복식 부문에서는 준우승을 했다.